# Пурга (сторожевой корабль)
«Пурга» — сторожевой корабль (СКР) типа «Ураган», флагманский корабль Ладожской военной флотилии с момента её повторного формирования в начале Великой Отечественной войны.

## История
Заложен в июне 1934 года (завод № 190, Ленинград), спущен в ноябре 1935 года, вступил в строй 4 сентября 1936 года и вошел в состав Морских сил Балтийского моря. Участвовал в создании Восточно-Гогландской минной позиции 4 июля 1941 года. 20 июля 1941 года перешел на Онежское озеро, участвовал в высадке десанта севернее Видлицы и был оставлен в составе Ладожской флотилии.
Водоизмещение полное 619 - 633 тонн. Размеры: длина 71.5, ширина 7.4, осадка 2.9 м. 2 нефтяных паровых котла, 2 паровых турбины, 2 вала, 6 550 л. с. Скорость наибольшая 21 - 23, экономная 14 узлов; дальность 930 миль. Вооружение: 2 102-мм пушки, 4 45-мм полуавтоматических пушки 21-К, 3 12.7 мм пулемёта ДШК, трёхтрубный 450-мм торпедный аппарат, 2 бомбосбрасывателя, 20 мин КБ или 32 мины образца 1926 года.

### Гибель
Получив прямое попадание германской авиабомбы при авианалёте, затонул 1 сентября 1942 года в районе Осиновецкого маяка.

### Обнаружение останков
Белорусский водолаз Игорь Матюк обнаружил останки сторожевика на дне Ладожского озера ещё в 2012 году. Тогда же состоялось первое погружение. Работы по подъёму планируются на 2018 год. Из частей судна (носовой части) планируется сделать памятник всем кораблям Ладожской флотилии.